# Xã Edinburg, Quận Portage, Ohio
Xã Edinburg (tiếng Anh: Edinburg Township) là một xã thuộc quận Portage, tiểu bang Ohio, Hoa Kỳ. Năm 2010, dân số của xã này là 2.586 người.